# Messejana
Messejana es una freguesia portuguesa del concelho de Aljustrel, con 113,16 km² de área y 1 112 habitantes (2001). Densidad de población: 9,8 hab/km².